# Aulus Avillius Urinatius Quadratus
Aulus Avillius Urinatius Quadratus war ein im 2. Jahrhundert n. Chr. lebender römischer Politiker.
Durch die Arvalakten ist belegt, dass Quadratus 156 zusammen mit Strabo Aemilianus Suffektkonsul war; die beiden Konsuln traten ihr Amt vermutlich am 1. März des Jahres an.